# Giuseppe Cesare Abba

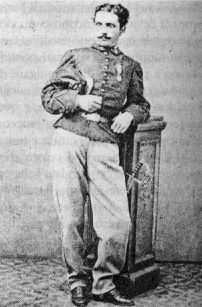
Giuseppe Cesare Abba

Giuseppe Cesare Abba (* 6. Oktober 1838 in Cairo Montenotte bei Savona; † 6. November 1910 in Brescia) war ein italienischer Schriftsteller und Freiheitskämpfer.

## Leben
Abba schrieb sich nach dem Abschluss des humanistischen Gymnasiums an der Kunstakademie in Genua ein, brach das Studium 1859 jedoch ab, um als Freiwilliger im piemontesischen Heer am zweiten italienischen Unabhängigkeitskrieg und 1860 an Giuseppe Garibaldis Zug der Tausend nach Sizilien teilzunehmen. Nach der Einigung Italiens studierte er an der Universität Pisa und schrieb einige seiner literarischen Werke. 1866 kämpfte er mit Garibaldis Freiwilligen in der Schlacht bei Bezzecca wiederum gegen die Österreicher. Für seine Tapferkeit in der Schlacht erhielt er eine hohe Auszeichnung. In den Jahren danach war er Lehrer am Gymnasium von Faenza, danach Direktor des Technischen Instituts in Brescia: ferner war er auch als Bürgermeister seines Heimatortes und vor allem als Schriftsteller tätig. 
Abba schrieb einen historischen Roman (Le rive della Bormida nel 1794, Mailand 1875), ein pathetisches Poem (Arrigo: da Quarto al Volturno, Pisa 1866), Gedichte, Novellen und Studien, u. a. über Garibaldi sowie den italienischen General und Politiker Nino Bixio. Sein Hauptwerk sind die nach Tagebuchnotizen verfassten Noterelle di uno dei Mille, edite dopo vent’anni (1880; endgültige Ausgabe unter dem Titel Da Quarto al Volturno. Noterelle d’uno dei Mille, 1891, vom 3. Mai bis zum 9. November 1860 reichend). in denen er lebhaft seine Erlebnisse während seiner Teilnahme an Garibaldis Zug der Tausend beschreibt.
1910 wurde Abba zum Senator genannt, er starb jedoch im selben Jahr in Brescia.

## Werke
- Le rive della Bormida nel 1794, historischer Roman, Mailand 1875
- Noterelle di uno dei Mille edite dopo vent’anni, Bologna 1880
- Cose vedute, Novellen, Faenza 1887
- Romagna, Gedichte, Faenza 1887
- Da Quarto al Volturno. Noterelle d’uno dei Mille, 1891
- Storia dei Mille narrata ai giovinetti, Florenz 1904
- La Vita di Nino Bixio, Biographie, Turin 1905
- Cose garibaldine, Turin 1907